# Emmanuel Hamelin
Pour les articles homonymes, voir Hamelin.
 (février 2021).
Si vous disposez d'ouvrages ou d'articles de référence ou si vous connaissez des sites web de qualité traitant du thème abordé ici, merci de compléter l'article en donnant les références utiles à sa vérifiabilité et en les liant à la section « Notes et références ».
Emmanuel Hamelin, né le 28 décembre 1957 à Oullins (Rhône), est un homme politique français.
Député de Lyon de 2002 à 2007, il est conseiller régional de 1998 à 2010, conseiller municipal de Lyon de 2008 à 2020, et conseiller métropolitain de 2014 à 2020.
Il est également Inspecteur général des affaires culturelles au Ministère de la culture et de la communication depuis 2008.

## Anciens mandats
- 2002-2007 : Député de la 2e circonscription du Rhône
- 1998-2010 : Membre du conseil régional de Rhône-Alpes
- 2008-2020 : Conseiller municipal de Lyon
- 2014-2020 : Conseiller métropolitain de la métropole de Lyon